# Новинки (Вачский район)
Нови́нки — деревня в Вачском районе Нижегородской области. Входит в состав Новосельского сельсовета.

## География
Находится на расстоянии около 2 км на юг от села Яковцево.

## Новинки в исторических документах
В прошлом — деревня Яковцевской волости Муромского уезда Владимирской губернии.
- В окладных книгах Рязанской епархии за 1676 год в составе прихода села Яковцево упоминается деревня Новинки, в которой 27 дворов крестьянских и 7 бобыльских.
- В 1840-х годах Новинки входили в состав владений поручицы Н. П. Кушниковой.[2]
- В «Историко-статистическом описании церквей и приходов Владимирской Епархии» за 1897 год сказано, что в Новинках 61 двор.

## Население
| 1859 | 1897 | 1905 | 1926 | 1999 | 2002 | 2010 |
| ---- | ---- | ---- | ---- | ---- | ---- | ---- |
| 550  | ↗557 | ↗682 | ↗699 | ↘58  | ↘38  | ↘20  |

## Известные личности, связанные с Новинками
- Ракутин, Константин Иванович — Герой Советского Союза, генерал-майор (1901—1941). Родился в Новинках.[8]